# Good Time (Sheppard)
Good Time is een nummer van de Australische band Sheppard uit 2023.
Frontman George Sheppard zei over het nummer: "Dit is een lied over het feit dat waar je ook bent niet hetzelfde is, tenzij je samen bent met de mensen van wie je houdt. Na alles wat wij en de rest van de wereld de afgelopen tijd hebben meegemaakt, wilden we gewoon een feel-good, meezingbaar popnummer schrijven over het hebben van een leuke tijd met de mensen van wie je houdt". "Good Time" flopte in Sheppards thuisland Australië, maar wist wel in het Nederlandse taalgebied door te dringen tot de hitlijsten. Waar het in Nederland flopte met een 23e positie in de Tipparade, werd het in de Vlaamse Ultratop 50 een bescheiden succes met een 18e positie.

## Tracklijst
Muziekdownload
1. "Good Time" - 2:52